# Abyssorchomene chevreuxi
Abyssorchomene chevreuxi is een vlokreeftensoort uit de familie van de Uristidae. De wetenschappelijke naam van de soort is voor het eerst geldig gepubliceerd in 1906 door Stebbing.